# Jardín botánico de Buninyong
El Jardín botánico de Buninyong, (inglés: Buninyong Botanic Gardens) es un jardín botánico, próximo al centro de Buninyong, Victoria, Australia. 

## Localización e información
Se ubica entre Cnr. Scott e Inglis Streets, de Buninyong. El jardín da a las calles Scott, Inglis, Fisken y Yuille Streets.
Buninyong Botanic Gardens, City of Ballarat, PO Box 655, Ballarat, VIC 3353, RETURNED 1997 Buninyong Australia.
Planos y vistas satelitales.37°38′59.9994″S 143°53′2.3994″E / -37.649999833, 143.883999833
El jardín botánico está abierto todos los días del año.

## Historia

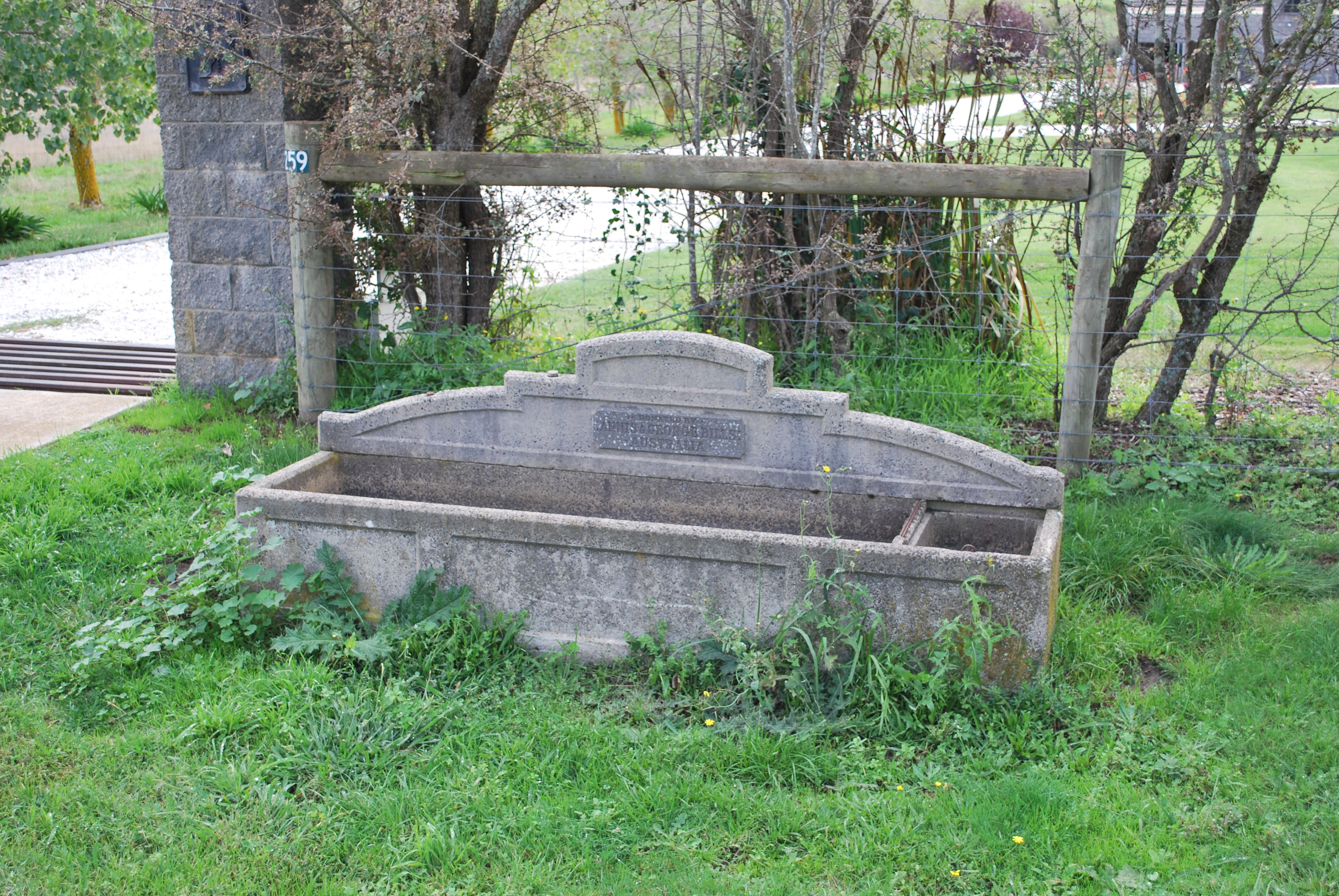
El abrevadero de caballos en Bubibyong.

Establecido en 1859, abierto en 1861 el "Buninyong Botanic Gardens" es uno de jardines públicos más antiguos de Australia. 
En 1859 el primer consejo municipal de Buninyong reservó un área de 10 acres para los jardines botánicos. El plan original de 1861 con senderos y puentes, cercado y puertas y una oferta para los baños. En 1872 fue designado como curador del jaredín y superintendente de los baños Conrad Fegbeitel, inmigrante alemán. El famoso Ferdinand von Mueller del Real Jardín Botánico de Melbourne, los curadores del Jardín Botánico de Ballarat y Jardín Botánico de Geelong, el vivero del estado en Creswick y dueños de planteles locales todos ellos donaron especímenes de árboles y de plantas. Después de un fuego devastador en 1876, la capacidad del depósito del Gong fue aumentada grandemente para asegurar un abastecimiento de agua adecuado en caso de otro fuego. 
El 13 de noviembre de 1901 se abrió al público la "Queen Victoria Rotunda" en la paisajista zona de "Lower Section" del jardín botánico, una piscina vieja (reconvertida en un área del jardín), una piscina ornamental con una isla, y una variedad de árboles y de arbustos exóticos etiquetados. Hay también tocadores, un área de barbacoas y equipo del juego. 
Los jardines se convirtieron en un destino popular del borde del camino para los viajeros y los que vinieron en tren de Ballarat para un día de excursión en el campo o para admirar el pintoresco paisaje montañoso, los árboles ornamentales y los arbustos en flor. La era ferroviaria fue el apogeo de los jardines botánicos de Buninyong. El servicio terminó en 1937 y los railes fueron desmontados en 1947. 

## Colecciones
El jardín principal consta de las secciones "Upper" (Alta) y "Lower" (Baja). Los "Upper Gardens" están centrados alrededor de "The Gong";, un pequeño lago rodeado con un sendero. 
Los terrenos al norte y laderas del este dan a la iglesia católica de San Pedro y San Pablo. En estas cuestas hay una dispersión de árboles europeos introducidos. En esta zona recientemente se han introducido especies del género Acer.
Son de destacar sus ejemplares de árboles maduros de numerosas especies procedentes de todo el mundo.
En el 2008 se plantó un Cook Pine Araucaria columnaris, nativo de Nueva Caledonia, que reemplaza a otro que se murió.